# Олвейс Реді
Футбольний клуб «Олвейс Реді» (ісп. Club Deportivo Always Ready) — професійний болівійський футбольний клуб із міста Ла-Пас, який грає в Прімера Дивізіоні Болівії. Клуб був заснований у 1933 році, та проводить свої домашні матчі на муніципальному стадіоні міста Ель-Альто місткістю 25 тисяч глядачів. Клуб за свою історію тричі ставав чемпіоном Болівії, клуб також 5 разів грав у Кубку Лібертадорес та двічі в Південноамериканському кубку. У 1961 році клуб першим із болівійських клубів здіснив турне по Європі.